# Vanessa
Vanessa  è un nome proprio di persona italiano femminile.

## Varianti in altre lingue
- Ceco: Vanesa[1]
- Inglese: Vanessa[1][5]
- Olandese: Vanessa[1]
- Polacco: Wanesa, Wanessa
- Slovacco: Vanesa[1]
- Spagnolo: Vanesa
- Tedesco: Vanessa[1]
- Ungherese: Vanessza

## Origine e diffusione

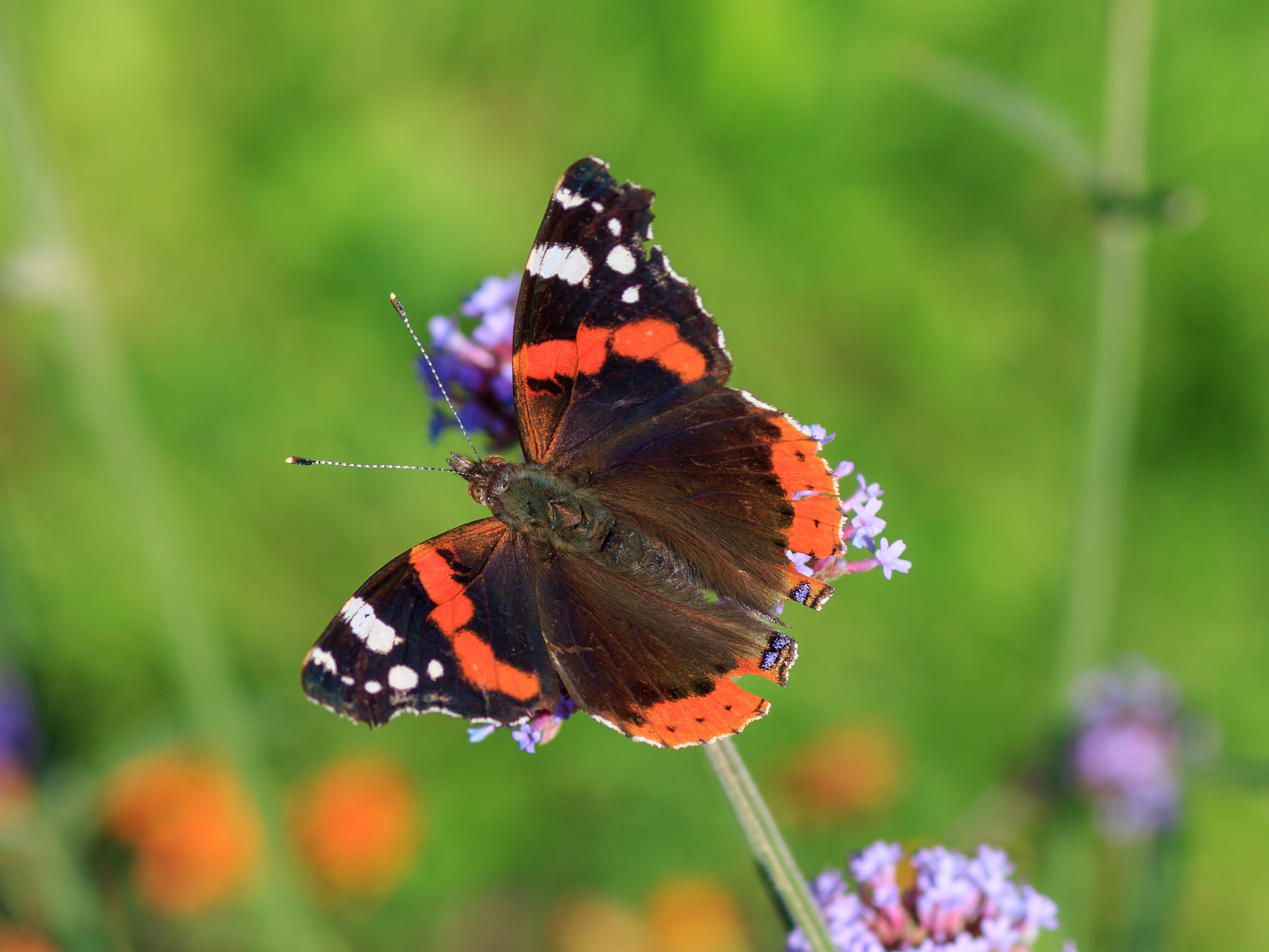
Una Vanessa atalanta

È un nome recente e di origine letteraria, inventato dallo scrittore Jonathan Swift per la protagonista del poemetto autobiografico Cadenus and Vanessa del 1726; Swift lo creò ridisponendo le sillabe iniziali del nome e del cognome della sua amante Esther Vanhomrigh.
Il nome fu usato in seguito da Fabricius, che era un ammiratore di Swift, per un genere di farfalle, le vanesse; l'uso per le persone rimase raro fino alla metà del XX secolo, allorché divenne piuttosto popolare. In Italia, giunto dapprima come esoticismo, cominciò a prendere piede grazie alla fama dell'attrice britannica Vanessa Redgrave; è diffuso maggiormente nel Nord e nel Centro della penisola.

## Onomastico
Il nome è adespota, non essendoci sante che lo abbiano portato. L'onomastico viene perciò festeggiato il 1º novembre, festa di Tutti i Santi.

## Persone

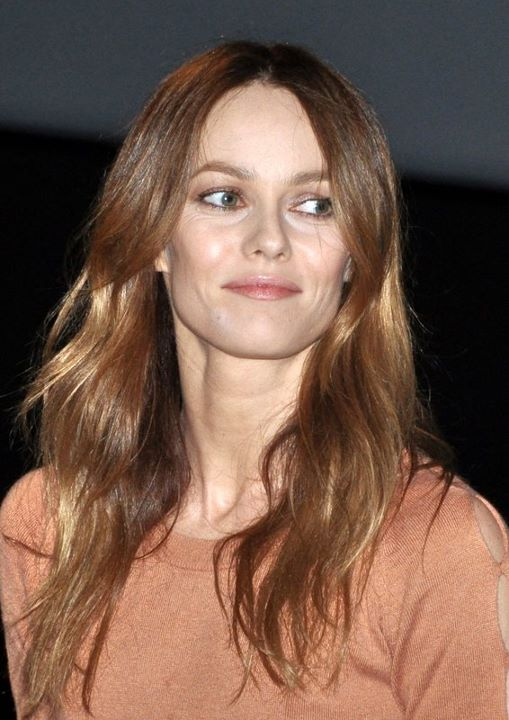
Vanessa Paradis

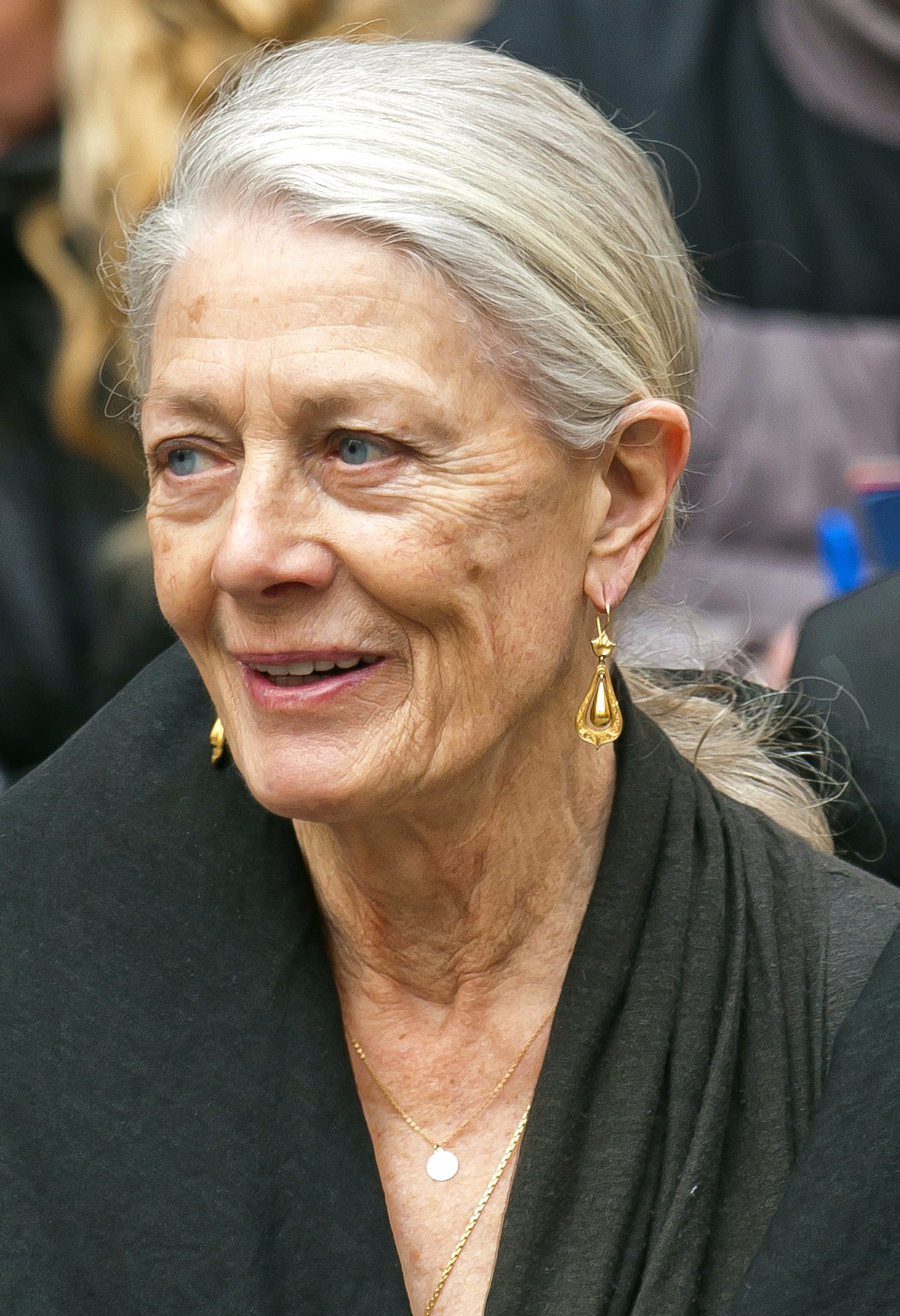
Vanessa Redgrave

- Vanessa Atler, ginnasta statunitense
- Vanessa Beecroft, artista italiana
- Vanessa Bell, pittrice e arredatrice britannica
- Vanessa Benelli Mosell, pianista italiana
- Vanessa Carlton, cantautrice e pianista statunitense
- Vanessa da Mata, cantante e cantautrice brasiliana
- Vanessa Ferrari, ginnasta italiana
- Vanessa Gravina, attrice italiana
- Vanessa Hessler, attrice e modella statunitense
- Vanessa Hudgens, attrice, cantante e ballerina statunitense
- Vanessa Incontrada, attrice, modella e conduttrice televisiva spagnola naturalizzata italiana
- Vanessa Kirby, attrice britannica
- Vanessa Mae, violinista e sciatrice alpina thailandese
- Vanessa Marano, attrice statunitense
- Vanessa Paradis, attrice e cantante francese
- Vanessa Petruo, cantante tedesca
- Vanessa Redgrave, attrice britannica
- Vanessa Rousso, giocatrice di poker statunitense
- Vanessa Scalera, attrice italiana
- Vanessa L. Williams, attrice, cantante, modella e doppiatrice statunitense

### Variante Vanesa
- Vanesa Avaro, cestista argentina naturalizzata italiana

## Il nome nelle arti
- Vanessa è l'alter ego di Ursula nel film d'animazione Disney La Sirenetta.
- Vanessa Abrams è un personaggio della serie di romanzi Gossip Girl, scritta da Cecily von Ziegesar, e dell'omonima serie televisiva da essa tratta.
- Vanessa Chamberlain è un personaggio della soap opera Sentieri.
- Vanessa Doofenshmirtz è un personaggio della serie animata Phineas e Ferb.
- Vanessa Rosic è uno dei personaggi principali della serie televisiva La porta rossa.
- Vanessa Veleno è personaggio dei videogiochi della serie The King of Fighters.